# Rudolph Fentz
Legenda lui Rudolph Fentz este o legendă urbană ce are la bază nuvela SF scrisă de Jack Finney și publicată în revista Collier în 1951 sub titlul de I’m Scared.
Mediatizarea legendei s-a făcut mai ales între anii 1970-1980 de către presă și televiziune. Informațiile prezentate erau prezentate ca surse sigure, astfel prinzând amploare această legendă.
În anul 2000 jurnalistul Crhis Aubeck face o serie de cercetări legate de această misterioasă apariție însă nu găsește dovezi ale existenței acestui caz, în presa anului 1950.Mai mult, observă mari similitudini cu nuvela SF scrisă de Jack Finney.Publică un articol în care își prezintă cercetările, astfel cazul devenind o legendă urbană.
Nuvela începe în Time Square, 1950, când un om cu perciuni și haine ca din epoca victoriană apare ca din senin, ca apoi, un minut mai târziu să fie lovit de o mașină și să moară.
În buzunarele hainelor sale poliția a găsit următoarele obiecte:
- O fisă de cupru cu o valoare inscripționată de 5 cenți, și cu numele unui salon.
- O chitanță pentru îngrijirea unui cal și spălarea unei trăsuri,chitanță emisă de o firmă de pe Lexington Avenue, firmă care însă nu figura în nici un registru.
- Aproximativ 70 de dolari în bancnote vechi
- Cărți de vizită cu numele Rudolph Fentz și o adresă de pe Fifth Avenue
- O scrisoare trimisă la această adresă,datată cu iunie 1876 și expediată din  Philadelphia

Nuvela este povestită de autorul investigației, căpitanul Hubert V. Rihm de la Departamentul persoanelor dispărute din New York.
În urma investigațiilor Rihm ajunge la concluzia că Rudolph Fentz este o persoană dată dispărută în 1829, care plecată la o plimbare de seară a dispărut în mod misterios.